# Carlos Augusto Peixoto de Alencar
Carlos Augusto Peixoto de Alencar (Exu, Pernambuco, 11 de abril de 1805 — ?) foi presbítero da Igreja Católica e político brasileiro. Era sobrinho de Bárbara Alencar, sendo eleito deputado nacional pela Província do Ceará em 1842.

## Biografia
Filho de Alexandre Carlos da Silva Peixoto e Josefa Pereira de Alencar, viveu entre Pernambuco e a região cearense do Cariri. Sua mãe era irmã da revolucionária Bárbara de Alencar. Seu pai, Alexandre Peixoto, participou ativamente das revoluções de sua época, inclusive na luta pela independência nacional no Maranhão e Piauí, e foi assassinado em 1832.
Carlos Augusto Peixoto dedicou grande parte de sua vida ao catolicismo, tornando-se padre. Foi vigário na cidade de Icó e também em Fortaleza, tendo acompanhado a instalação do Bispado. Também atuou como jornalista, redigindo "O Comercial" (1853) e fundando o periódico "O Progresso" (1857), um jornal católico apoiado pelo Bispo do Ceará. Na educação pública, foi também Diretor da Instrução Pública do Ceará.
Pela influência da família, sempre participou das discussões políticas e tornou-se membro do Clube da Maioridade, sociedade fundada em 1840.
Foi eleito deputado nacional pela Província do Ceará na Assembleia Geral dissolvida de 1842 e também na 6ª. Legislatura (1845-1847) e na 7ª. Legislatura (1848).
Depois de sua atuação parlamentar, voltou a exercer sua atividade religiosa e jornalística. Em 1852, por exemplo, ergueu a pedra fundamental da Igreja de Nossa Senhora da Saúde, na região do Mucuripe (Fortaleza), em frente a sua enseada, pelo padre Carlos Augusto Peixoto de Alencar, na condição de Vigário Colado de Fortaleza (Vitalício).
Casado com Josefa Moura, teve muitos filhos. Um destes, também chamado Carlos Augusto Peixoto de Alencar (nascido no Ceará em 1852 e falecido no Rio de Janeiro) foi militar e abolicionista.
Dentre as honras e homenagens, foi condecorado como Cavaleiro de Avis e recebeu título de Major. 

## Publicações[1]
Dentre suas principais publicações, destacam-se:
- "Roteiro dos Bispados do Brasil desde os tempos coloniais até o presente" (1864, Tipographya cearense);
- "Discursos na Câmara Temporária" (1841, Rio);
- "O Senhor Francisco de Sousa Martins desmentido na representação nacional" (1841, Ceará).